# Онегин
Вижте пояснителната страница за други значения на Евгений Онегин.
Онегин е игрален филм от 1999 година на режисьорката Марта Файнс, музиката е на Магнъс Файнс и главната роля се изпълнява от Ралф Файнс. Филмът е направен по романа на Александър Пушкин „Евгени Онегин“, но го интерпретира доста свободно. Той е съвместна продукция на американски и английски компании и е заснет предимно във Великобритания.